# Saison 1947-1948 du Stade rennais UC
Maillots
Chronologie
Saison précédente Saison suivante
La saison 1947-1948 du Stade rennais Université Club débute le 24 août 1947 avec la première journée du Championnat de France de Division 1, pour se terminer le 30 mai 1948 avec la dernière journée de cette compétition.
Le Stade rennais UC est également engagé en Coupe de France.

## Résumé de la saison
Alors que le Stade rennais UC aborde la saison 1947-1948, celui-ci a dû faire face à plusieurs départs dans son effectif, et non des moindres. Son attaquant vedette, André Simonyi, est déjà reparti moins d'une saison seulement après son arrivée, le club étant dans le rouge financièrement. Joseph Rabstejnek part également, et ce sont les deux meilleurs buteurs du club l'année précédente qui quittent la Bretagne. 
Pour les remplacer, il est fait appel à un attaquant d'expérience en la personne de Claude Paillère, mais surtout à un jeune joueur local qui va bientôt faire parler de lui, Jean Grumellon. Ce dernier va rapidement s'imposer sur le front de l'attaque rennaise, et marquer pas moins de 31 buts toutes compétitions confondues.
Pourtant, la saison rennaise ne sera pas brillante, loin de là. Jamais les "Rouge et Noir" ne franchiront la barre de la dixième place au classement, position qu'ils occupèrent d'ailleurs au terme de la saison. Auparavant, les joueurs de François Pleyer avaient connu une entame difficile, restant même en dernière position lors des deuxièmes et troisièmes journées. Parfois brillants, mais trop irréguliers, ils ne parvinrent jamais à se hisser parmi les équipes de haut de classement.
La Coupe de France aura mis un peu de piment à l'hiver rennais. Après avoir facilement sorti Saint-Pol-de-Léon et Lamballe, les Rennais retrouvent le CO Roubaix-Tourcoing, champion de France en titre, en trente-deuxièmes de finale. Deux matchs disputés au Parc des Princes ne suffisent pas à départager les deux équipes, malgré deux prolongations. Il faut finalement un troisième match, disputé cette fois à Gerland, pour que les Bretons viennent à bout des Nordistes. Malheureusement, après avoir sorti le Nîmes Olympique, les Rennais doivent s'incliner en huitièmes de finale face au RC Lens, pourtant pensionnaire de la deuxième division. 

## Transferts en 1947-1948
| Nom                  | Nationalité     | Provenance/Destination        |
| Arrivées             |                 |                               |
| Jacques Cousin       | France          | ASDC Angoulême                |
| Jean Grumellon       | France          | AS Servannaise                |
| Gaston Langouët      | France          | Voltigeurs de Châteaubriant   |
| Alexandre Le Berre   | France          | Stade lamballais              |
| Karl Lechner         | Autriche        | Girondins de Bordeaux         |
| Claude Paillère      | France          | Le Havre AC                   |
| Guy Rouxel           | France          | ES Saint-Brieuc               |
| René Sergent         | France          | Red Star Olympique            |
| André Sorel          | France          | Stade rennais UC amateurs     |
| Départs              |                 |                               |
| Meflah Benaouda      | France          | GC Mascara                    |
| Jean Combot          | France          | ES Kreisker Saint-Pol-de-Léon |
| Jacques De Montmarin | France          | Stade rennais UC amateurs     |
| Emmanuel Guimbart    | France          | arrêt                         |
| Albor Jordan         | Argentine       | US Le Mans                    |
| Pierre Letort        | France          | Stade rennais UC amateurs     |
| Albert Monnier       | France          | Thiers SA                     |
| Joseph Rabstejnek    | France          | Stade français                |
| André Simonyi        | France          | SCO Angers                    |
| Vladimir Steigl      | Tchécoslovaquie | ?                             |

## L'effectif de la saison
| Poste¹ | Nat.² | Nom                | Naissance         | Sélection³ | Championnat | Championnat | Coupe France | Coupe France | Total Saison | Total Saison |
| Poste¹ | Nat.² | Nom                | Naissance         | Sélection³ | M           | But inscrit | M            | But inscrit  | M            | But inscrit  |
| ------ | ----- | ------------------ | ----------------- | ---------- | ----------- | ----------- | ------------ | ------------ | ------------ | ------------ |
| A      | ESP   | Salvador Artigas   | 20 février 1914   | -          | 25          | 0           | 5            | 0            | 30           | 0            |
| D      | FRA   | André Bordier      | 15 novembre 1913  | B          | 21          | 0           | 6            | 0            | 27           | 0            |
| A      | FRA   | Henri Combot       | 17 octobre 1921   | -          | 12          | 4           | 5            | 6            | 17           | 10           |
| A      | FRA   | Jacques Cousin     | 6 mai 1921        | -          | 33          | 4           | 6            | 0            | 39           | 4            |
| A      | FRA   | Jean Grumellon     | 1er juin 1923     | -          | 32          | 22          | 7            | 9            | 39           | 31           |
| D      | FRA   | Henri Guérin       | 27 août 1921      | -          | 29          | 2           | 7            | 0            | 36           | 2            |
| G      | FRA   | Georges Hatz       | 11 mai 1917       | -          | 33          | 0           | 7            | 0            | 40           | 0            |
| A      | FRA   | Robert Hauvespre   | 25 décembre 1923  | -          | 17          | 2           | 3            | 1            | 20           | 3            |
| D      | FRA   | Robert Hennequin   | 21 mars 1920      | -          | 31          | 0           | 6            | 0            | 37           | 0            |
| D      | FRA   | Gaston Langouët    | 4 février 1927    | -          | 1           | 0           | 0            | 0            | 1            | 0            |
| A      | FRA   | Alexandre Le Berre | 10 mars 1925      | -          | 16          | 4           | 4            | 2            | 20           | 6            |
| A      | AUT   | Karl Lechner       | 24 novembre 1921  | -          | 8           | 0           | 0            | 0            | 8            | 0            |
| A      | FRA   | Marcel Mansat      | 7 décembre 1924   | B          | 26          | 0           | 7            | 0            | 33           | 0            |
| A      | FRA   | Claude Paillère    | 21 octobre 1920   | -          | 27          | 15          | 6            | 2            | 33           | 17           |
| D      | FRA   | Fernand Pordié     | 11 novembre 1924  | -          | 16          | 0           | 0            | 0            | 16           | 0            |
| A      | FRA   | Jean Prouff        | 12 septembre 1919 | A          | 26          | 3           | 6            | 1            | 32           | 4            |
| A      | FRA   | Guy Rabstejnek     | 7 août 1924       | -          | 3           | 0           | 0            | 0            | 3            | 0            |
| G      | FRA   | Guy Rouxel         | 24 janvier 1926   | B          | 1           | 0           | 0            | 0            | 1            | 0            |
| D      | FRA   | Maurice Sellin     | 21 février 1920   | -          | 10          | 0           | 1            | 0            | 11           | 0            |
| M      | FRA   | René Sergent       | 26 février 1920   | -          | 6           | 0           | 1            | 0            | 7            | 0            |
| A      | FRA   | André Sorel        | 19 avril 1924     | -          | 1           | 0           | 0            | 0            | 1            | 0            |

- 1 : G, Gardien de but ; D, Défenseur ; M, Milieu de terrain ; A, Attaquant
- 2 : Nationalité sportive, certains joueurs possédant une double-nationalité
- 3 : sélection la plus élevée obtenue

## Équipe-type
Il s'agit de la formation la plus courante rencontrée en championnat.

## Les rencontres de la saison

### Liste
| Match | Date         | Compétition     | Tour                 | Adversaire     | Lieu ¹ | Score    | Class.   | Buteurs pour le Stade rennais   |
| ----- | ------------ | --------------- | -------------------- | -------------- | ------ | -------- | -------- | ------------------------------- |
| 1     | 24 août      | Division 1      | 1                    | Saint-Étienne  | D      | 1–3      | 14       | Grumellon                       |
| 2     | 31 août      | Division 1      | 2                    | Reims          | E      | 0–1      | 18       |                                 |
| 3     | 7 septembre  | Division 1      | 3                    | Sète           | E      | 0-2      | 18       |                                 |
| 4     | 14 septembre | Division 1      | 4                    | Alès           | D      | 4–1      | 14       | Paillère Cousin Grumellon       |
| 5     | 18 septembre | Division 1      | 5                    | RC Paris       | E      | 4–2      | 12       | Paillère Grumellon              |
| 6     | 21 septembre | Division 1      | 6                    | Roubaix        | D      | 4-4      | 11       | Le Berre Grumellon              |
| 7     | 28 septembre | Division 1      | 7                    | Metz           | E      | 1-6      | 13       | Prouff                          |
| 8     | 5 octobre    | Division 1      | 8                    | Sochaux        | D      | 0–3      | 15       |                                 |
| 9     | 12 octobre   | Division 1      | 9                    | Toulouse       | E      | 1–0      | 13       | Grumellon                       |
| 10    | 26 octobre   | Division 1      | 10                   | Nancy          | D      | 0–0      | 13       |                                 |
| 11    | 2 novembre   | Division 1      | 11                   | Marseille      | E      | 1–1      | 15       | Prouff                          |
| 12    | 9 novembre   | Division 1      | 12                   | Stade français | D      | 0-3      | 15       |                                 |
| 13    | 16 novembre  | Division 1      | 13                   | Montpellier    | E      | 2-2      | 14       | Paillère Le Berre               |
| 14    | 23 novembre  | Coupe de France | 4e tour              | Stade léonard  | D      | 7-1      | 7-1      | Grumellon Hauvespre Le Berre    |
| 15    | 30 novembre  | Division 1      | 14                   | Lille          | D      | 4–2      | 13       | Guérin Paillère Cousin Le Berre |
| 16    | 14 décembre  | Coupe de France | 5e tour              | Lamballe       | E      | 3-1      | 3-1      | Prouff Grumellon                |
| 17    | 21 décembre  | Division 1      | 15                   | Red Star       | D      | 1–0      | 11       | Grumellon                       |
| 18    | 25 décembre  | Division 1      | 16                   | Strasbourg     | E      | 1-6      | 13       | Hauvespre                       |
| 19    | 28 décembre  | Division 1      | 17                   | Saint-Étienne  | E      | 0-1      | 14       |                                 |
| 20    | 4 janvier    | Coupe de France | 1/32 finale          | Roubaix        | N      | 1-1 a.p. | 1-1 a.p. | Combot                          |
| 21    | 11 janvier   | Division 1      | 18                   | Reims          | D      | 1–0      | 13       | Grumellon                       |
| 22    | 15 janvier   | Coupe de France | 1/32 finale (rejoué) | Roubaix        | N      | 2-2 a.p. | 2-2 a.p. | Combot Delepaut (csc)           |
| 23    | 18 janvier   | Division 1      | 19                   | Sète           | D      | 3–0      | 11       | Grumellon                       |
| 24    | 22 janvier   | Coupe de France | 1/32 finale (rejoué) | Roubaix        | N      | 3-0      | 3-0      | Paillère Combot Grumellon       |
| 25    | 25 janvier   | Division 1      | 20                   | Alès           | E      | 1–1      | 10       | Grumellon                       |
| 26    | 1er février  | Coupe de France | 1/16 finale          | Nîmes          | N      | 4-2      | 4-2      | Paillère Combot                 |
| 27    | 8 février    | Division 1      | 21                   | Sochaux        | E      | 0-2      | 12       |                                 |
| 28    | 11 février   | Division 1      | 22                   | Cannes         | E      | 2–5      | 14       | Le Berre Grumellon              |
| 29    | 16 février   | Division 1      | 23                   | Metz           | D      | 0–2      | 13       |                                 |
| 30    | 22 février   | Division 1      | 24                   | Roubaix        | E      | 2-1      | 13       | Prouff Combot                   |
| 31    | 29 février   | Coupe de France | 1/8 finale           | Lens           | N      | 2-3      | 2-3      | Grumellon                       |
| 32    | 4 mars       | Division 1      | 25                   | RC Paris       | D      | 2-0      | 11       | Paillère Hauvespre              |
| 33    | 7 mars       | Division 1      | 26                   | Toulouse       | D      | 2–0      | 10       | Paillère Combot                 |
| 34    | 14 mars      | Division 1      | 27                   | Nancy          | E      | 0-1      | 10       |                                 |
| 35    | 24 mars      | Division 1      | 28                   | Marseille      | D      | 1–1      | 11       | Grumellon                       |
| 36    | 28 mars      | Division 1      | 29                   | Stade français | E      | 1-3      | 12       | Paillère                        |
| 37    | 11 avril     | Division 1      | 30                   | Montpellier    | D      | 4–1      | 11       | Paillère Grumellon              |
| 38    | 25 avril     | Division 1      | 31                   | Lille          | E      | 1-1      | 10       | Paillère                        |
| 39    | 2 mai        | Division 1      | 32                   | Cannes         | D      | 0–0      | 11       |                                 |
| 40    | 14 mai       | Division 1      | 33                   | Red Star       | E      | 5–3      | 10       | Paillère Grumellon              |
| 41    | 30 mai       | Division 1      | 34                   | Strasbourg     | D      | 7–1      | 10       | Guérin Cousin Combot Grumellon  |

- 1 N : terrain neutre ; D : à domicile ; E : à l'extérieur ; drapeau : pays du lieu du match international

## Bilan des compétitions
| Compétition     | Vainqueur final        | Débute au tour | Place ou tour final | Première rencontre | Dernière rencontre | Nombre |
| --------------- | ---------------------- | -------------- | ------------------- | ------------------ | ------------------ | ------ |
| Division 1      | Olympique de Marseille | 1re journée    | 10e                 | 24 août 1947       | 30 mai 1948        | 34     |
| Coupe de France | Lille OSC              | 4e tour        | 1/8 de finale       | 23 novembre 1947   | 29 février 1948    | 7      |

### Division 1

#### Classement
| Rang | Équipe            | Pts | J  | G  | N | P  | Bp | Bc | Diff |
| ---- | ----------------- | --- | -- | -- | - | -- | -- | -- | ---- |
| 7    | RC Paris          | 37  | 34 | 16 | 5 | 13 | 79 | 64 | +15  |
| 8    | Roubaix-Tourcoing | 37  | 34 | 15 | 7 | 12 | 62 | 60 | +2   |
| 9    | Sochaux           | 34  | 34 | 13 | 8 | 13 | 63 | 59 | +4   |
| 10   | Rennes            | 34  | 34 | 13 | 8 | 13 | 56 | 59 | -3   |
| 11   | Metz              | 30  | 34 | 13 | 4 | 17 | 70 | 82 | -12  |
| 12   | Nancy             | 30  | 34 | 11 | 8 | 15 | 49 | 64 | -15  |
| 13   | Toulouse          | 29  | 34 | 13 | 3 | 18 | 50 | 62 | -12  |

#### Résultats
| Total  | Total  | Total | Total | Total | Total | Total | Total | Domicile | Domicile | Domicile | Domicile | Domicile | Domicile | Extérieur | Extérieur | Extérieur | Extérieur | Extérieur | Extérieur |
| Matchs | Points | V     | N     | D     | BP    | BC    | Diff. | V        | N        | D        | BP       | BC       | Diff.    | V         | N         | D         | BP        | BC        | Diff.     |
| ------ | ------ | ----- | ----- | ----- | ----- | ----- | ----- | -------- | -------- | -------- | -------- | -------- | -------- | --------- | --------- | --------- | --------- | --------- | --------- |
| 34     | 34     | 13    | 8     | 13    | 56    | 59    | -3    | 9        | 4        | 4        | 34       | 21       | +13      | 4         | 4         | 9         | 22        | 38        | -16       |

#### Résultats par journée
| Journée   | 01 | 02 | 03 | 04 | 05 | 06 | 07 | 08 | 09 | 10 | 11 | 12 | 13 | 14 | 15 | 16 | 17 | 18 | 19 | 20 | 21 | 22 | 23 | 24 | 25 | 26 | 27 | 28 | 29 | 30 | 31 | 32 | 33 | 34 |
| --------- | -- | -- | -- | -- | -- | -- | -- | -- | -- | -- | -- | -- | -- | -- | -- | -- | -- | -- | -- | -- | -- | -- | -- | -- | -- | -- | -- | -- | -- | -- | -- | -- | -- | -- |
| Terrain   | D  | E  | E  | D  | E  | D  | E  | D  | E  | D  | E  | D  | E  | D  | D  | E  | E  | D  | D  | E  | E  | E  | D  | E  | D  | D  | E  | D  | E  | D  | E  | D  | E  | D  |
| Résultats | D  | D  | D  | V  | V  | N  | D  | D  | V  | N  | N  | D  | N  | V  | V  | D  | D  | V  | V  | N  | D  | D  | D  | V  | V  | V  | D  | N  | D  | V  | N  | N  | V  | V  |
| Points    | 0  | 0  | 0  | 2  | 4  | 5  | 5  | 5  | 7  | 8  | 9  | 9  | 10 | 12 | 14 | 14 | 14 | 16 | 18 | 19 | 19 | 19 | 19 | 21 | 23 | 25 | 25 | 26 | 26 | 28 | 29 | 30 | 32 | 34 |
| Place     | 14 | 18 | 18 | 14 | 12 | 11 | 13 | 15 | 13 | 13 | 15 | 15 | 14 | 13 | 11 | 13 | 14 | 13 | 11 | 10 | 12 | 14 | 13 | 13 | 11 | 10 | 10 | 11 | 12 | 11 | 10 | 11 | 10 | 10 |

Source : Liste des rencontres

Terrain : D = Domicile ; E = Extérieur. Résultat: D = Défaite ; N = Nul ; V = Victoire.